# Мамедов, Эльмихан
Эльмихан Мамедов (азерб. Məmmədov Elmixan; 9 января 1994, Товуз, Азербайджан) — азербайджанский футболист. Выступает на позиции полузащитника.

## Биография
Родившийся в 1994 году в городе Товузе Эльмихан Мамедов является воспитанником товузской школы футбола. Выпускник Азербайджанской Государственной Академии Физической Культуры и Спорта.

## Клубная карьера
Профессиональную карьеру футболиста начал в 2010 году в составе ФК «Туран» Товуз, ведущего борьбу в Премьер-Лиге Азербайджана. Отыграв три сезона в Премьер-лиге в составе товузцев, Мамедов не покинул ряды родной команды, когда клуб по итогам сезона 2013/2014 годов опустился в Первый Дивизион.

### Чемпионат
Статистика выступлений в чемпионате Азербайджана по сезонам:
| № | Сезон       | Клуб    | Лига            | Игр | Голов | В запасе |
| - | ----------- | ------- | --------------- | --- | ----- | -------- |
| 1 | 2010 / 2011 | «Туран» | Премьер-лига    | 1   | 0     | 1        |
| 2 | 2011 / 2012 | «Туран» | Премьер-лига    | 1   | 0     | 1        |
| 3 | 2012 / 2013 | «Туран» | Премьер-лига    | 2   | 0     | 8        |
| 4 | 2013 / 2014 | «Туран» | Первый Дивизион | 0   | 0     | 0        |
| 5 | 2014 / 2015 | «Туран» | Первый Дивизион | 0   | 0     | 0        |

### Кубок
Статистика выступлений в Кубке Азербайджана по сезонам:
| № | Сезон       | Клуб    | Игр | В запасе | Голов |
| - | ----------- | ------- | --- | -------- | ----- |
| 1 | 2011 / 2012 | “Туран» | 1   | 0        | 0     |

## Сборная
В 2010 году привлекался в состав юношеской сборной Азербайджана до 17 лет для участия на международном юношеском турнире на Кубок Федерации Футбола Молдовы.